# Héctor Pavez
Héctor Eugenio Pavez Casanova, también conocido como el Indio Pavez (Santiago, Región Metropolitana de Santiago, 1 de diciembre de 1932 - París, Isla de Francia, 14 de julio de 1975), fue un folclorista y cantautor chileno, responsable del rescate e investigación de la música tradicional de Chiloé y su masificación en el resto de Chile. Como parte de la Nueva Canción Chilena, Pavez no compartía la excesiva poetización de los mensajes en las canciones del movimiento, sino que postulaba el uso de letras directas y didácticas, de más sencilla comprensión, más dirigida hacia «el pueblo» que hacia la elite universitaria.

## Biografía

### Infancia y juventud
Héctor Pavez vivió su infancia en el barrio San Eugenio de la comuna de Santiago. Su padre fue campesino antes de llegar a la capital donde se transformó en artesano. La madre, dueña de casa, instaló en su casa de Santiago un pequeño taller de costura donde ejercía su profesión de modista.
Realizó sus estudios secundarios en el Liceo Amunátegui de la Avenida Portales de Santiago, mientras participaba en grupos de teatro aficionado y ya se interesaba por la música folclórica y el rock and roll. Posteriormente estudió danza flamenca, y luego entró a estudiar en la Escuela de Teatro de la Universidad de Chile (ITUCH) cuyos maestros en su mayoría habían participado en el Teatro Experimental que revolucionó la cultura teatral del país en los años del Frente Popular. Entre sus compañeros de entonces estaban Nelson Villagra, Delfina Guzmán y Víctor Jara, con quien tendría un marcado acercamiento a la música tradicional. Por entonces el futuro cantautor ya cantaba canciones constantemente. Luego de darse cuenta de que no destacaría en una carrera actoral, decidió retirarse en 1957 y estudiar un tiempo ballet, pero el reumatismo le impidió continuar. Conoció también por esa época a Violeta Parra y Margot Loyola, y ese encuentro fue decisivo para comenzar una carrera como folclorista.

### Millaray
Surgió su costumbre de recorrer el país, destacándose su labor de investigación folclórica de las raíces populares de la música chilena. Conoció entonces a Gabriela Pizarro que estaba dedicada a la misma tarea. Se casó con ella con quien tuvo cinco hijos y formaron el popular conjunto Millaray entre 1958 y 1959. Sus hijos Héctor (conocido actualmente como el "Gitano" Pavez) Valentina Pavez Pizarro y Julieta Pavez Pizarro heredaron las dotes artísticas de sus padres, el primero como cantautor folclórico y ellas como bailarinas y coreógrafas.
En esos años, la música de raíz folclórica alcanzó gran auge, recreada por artistas como Violeta Parra, Víctor Jara, Margot Loyola, Rolando Alarcón, Patricio Manns, el mismo Héctor Pavez y otros, la que iba de la mano con el movimiento sindical y político comunista chileno de aquel tiempo. En ese contexto que Pavez crea la conocida Cueca de la CUT, en la cual participaría durante muchos años.

### Carrera solista
En 1965 el Indio Pavez se separó de Gabriela Pizarro y del grupo Millaray, y sin abandonar su trabajo de investigación comenzó a cantar como solista, idea sugerida por Rubén Nouzeilles, director artístico del sello Odeon en el cual grababa Millaray. Si bien el propio Héctor consideraba que no tenía un gran desplante como cantante (lo cual Gabriela desmentía) la insistencia de Nouzeilles, las posibilidades del estudio de grabación y su propio esfuerzo en el estudio del canto lograron sacar al artista adelante, estudios que prosiguió por muchos años con Angélica Montes.

### Internacionalización
Como solista agregó a su vasto repertorio temas que podría catalogarse dentro del canto urbano popular. Así fue una de las mayores atracciones de la primera gira europea de "Chile Ríe y Canta", en septiembre de 1967, comitiva que además integraron el grupo Quilapayún, Patricio Manns, Silvia Urbina, el Dúo Rey Silva, el cura Fernando Ugarte. Durante tres meses "el indio" cantó junto a ellos en numerosos recitales recorriendo una docena de países, partiendo de Santiago y visitando París, Berlín, Budapest, Roma, Madrid, Praga, Leningrado y Moscú.
A su regreso a Chile fundó el conjunto "Héctor Pavez, cantos y danzas". Lo integraron Nacho Chamorro, Nelly y Raquel Pavez, Hiranio Chávez, Helena González y Delia Muñoz. Con su conjunto se dedicó a la difusión del canto y la danza popular, ligada profundamente a la actividad política de la Unidad Popular. En numerosas giras Héctor Pavez acompañó al candidato Salvador Allende, y luego trabajó incesantemente durante el periodo de la Unidad Popular.

### El exilio
Tras el Golpe de Estado, y ante la solicitud  de sus amigos y familiares que temían que fuera víctima de la represión al igual que su amigo Víctor Jara, decidió exiliarse en Francia en 1974. En ese país, acompañado de su hermana Raquel, formó el "Ensemble Héctor Pavez, chants et danses du Chili" que se estrenó en la fiesta del 1° de mayo de 1974 ante 50.000 espectadores. Más tarde participó en la obra "Quelle heure peut-il entre à Valparaíso" en el conocido Théâtre des Amandiers , textos de Pablo Neruda y música de Sergio Ortega. Allí también participaban entre otros Marés González y Fernando Bordeu. 
Sus problemas cardíacos, que arrastraba desde antes de su viaje a Francia, le provocaron la muerte, que tuvo lugar en el hospital de Suresnes el 14 de julio de 1975. Sus restos yacen sepultados en el cementerio Père Lachaise de París, junto a Jim Morrison, Édith Piaf y varios personajes relacionados con la música.

## Discografía

### Solista
- 1967 - Canto y Guitarra. El Folklore de Chile Vol.XVI
- 1970 - Canto Popular. El Folklore  de Chile Vol.XX
- 1972 - Folklorico Popular. El Folklore de Chile Vol.XXIX
- 1975 - Cantos y Danzas de Chile (póstumo)

### Sencillos
- 1967 - El Lobo Chilote / Las Penas del Minero[4]

- 1970 - Cueca Larga Chilota / Bien Conozco[4]
- 1970 - Corazón de Escarcha / Ulluni[4]
- 1970 - A la mar fui por naranjas / No sé que tiene esa calle/ Cuando chiquito en la cuna[5]
- 1971 - La tierra nos convida / Chile nuevo
- 1971 - Festival de la canción ancuditana (junto a Rolando Alarcón)[6]
- 1972 - Valsesito de los Chacareros / El Tornado[5]

### Colectivos
- 1966 - Carpa de La Reina
- 1970 - Chile ríe y canta
- 1973 - Himno de la CUT / Cueca de la CUT
- 1975 - Chile Combatiente - Chansons De La Résistance Chilienne
- 1975 - Chants d'exil et de lutte - Quelle heure peut-il etre a Valparaiso?
- 1987 - Chile ríe y canta